# Baksa András
Baksa András (Beregszász, 1988. december 7. –) magyar színész, énekes, bölcsész.

## Életpályája
Gyermekkorát Csonkapapiban töltötte. Az általános iskolát Fehérgyarmaton, a középiskolát a nagykállói Korányi Frigyes Gimnáziumban végezte. 2010-ben a nyíregyházi Oberon Színiiskolában színész II. képesítést szerzett. Ugyan ebben az évben a Debreceni Egyetem történelem (BA) szakán, majd 2013-ban MA szakán diplomázott. 2013-2015 között a Színház- és Filmintézet tanulója volt, ahol zenész- magánénekes szakon végzett. 2017-től a PS Produkció előadásainak állandó szereplője. A Madách Színházban több produkcióban is látható.

## Fontosabb színházi szerepei

### PS Produkció
- Steinman-Kunze-Polanski: Vámpírok bálja (musical) (2015) ...Ensemble
- Queen-Elton: We will rock you (2017) ...Britney
- Várkonyi-Miklós: Sztárcsinálók (2019) ...Péter Apostol

### Madách Színház
- Andersson-Ulvaeus-Anderson-Johnson-Craymer: Mamma Mia! (2025) ...Pepper
- Szemenyei-Győrei-Schlachtovszky: Vuk ...Kag/Simabőrű
- Csukás István: Gyalogcsillag (2024) ...Gazda
- Derzsi-Meskó: A tizenötödik (2022) ...Von Lenk / Baló lelkész
- T. S. Eliot-Webber: Macskák (2022) ...Micsel Rumli[6]
- Webberː Az operaház fantomja (2022) ...Monsieur Reyer
- Disney-Cameron Mackintosh: Mary Poppins (2022) ...Parkőr / Northbrook
- Gary Marshall – J. F. Lawton – Bryan Adams – Jim Vallance: Pretty Woman (Micsoda nő!) (2023) ...Alfredo, operaénekes
- Rice-Webber: Jézus Krisztus Szupersztár (2024) ...Simon
- Lázár Ervin: Négyszögletű kerek erdő ...Szörnyeteg Lajos
- Vizy-Tóth: Én, József Attila (Attila szerelmei) ...Proletárvezér / Állomásfőnök

## Filmes és televíziós szerepei
- Barátok közt (magyar sorozat, 2019-2020) ...Keleti Ágoston

## Média
- Száguldj! (Headlong) – We Will Rock You (musical)
- Mindent és most (I Want it All) – We Will Rock You (musical)